# Karl Maynz
Karl Gustav Johann Maynz (auch Carl, Charles) (* 8. August 1812 in Essen; † 10. November 1882 in Lüttich) war ein deutscher Jurist und belgischer Politiker.

## Leben
Als Sohn eines Justizrats geboren, ging Maynz auf das Gymnasium in Wesel und das Burggymnasium in Essen, wo er auch 1929 die Reifeprüfung ablegte, bevor er Rechtswissenschaften in Bonn studierte. Während seines Studiums wurde er 1829 Mitglied der Alten Bonner Burschenschaft, deren Sprecher er im Wintersemester 1831/32 und im Sommersemester 1832 war. Wegen seiner burschenschaftlichen Tätigkeit bei einer verbotenen und geheimen Studentenverbindung wurde er von der Universität relegiert. Er konnte 1833 nach Zustimmung des Königs und des preußischen Kultusministeriums in Berlin weiter studieren. Seinen Abschluss machte er 1834. Die Zulassung zum Referendariat wurde ihm aufgrund seiner Bonner Burschenschaftszugehörigkeit aber verweigert. Am 3. April 1933 fand im Frankfurt a. M. ein Sturm auf die Hauptwache statt, an der überwiegend Burschenschafter beteiligt waren. Dies führte zu einer Verfolgung aller Burschenschafter. Obwohl er nicht beteiligt war, floh er, um einer bevorstehenden Verhaftung zu entgehen, nach Lüttich, wo er seine juristische Ausbildung fortsetzte. Nach jahrelangem Hin und Her wurde er schließlich 1841 begnadigt. Maynz schloss sein Studium in Lüttich und Gent mit den juristischen Examina ab und war von 1835 bis 1837 als Anwalt in Zürich tätig.
1838 erhielt er eine Professur an der Université libre de Bruxelles, wo er bis 1867 den Lehrstuhl für Römisches Recht übernahm. In Brüssel war er nebenbei bis 1865 als Anwalt tätig. Von 1845 bis 1848 war Karl Marx sein Mandant. 1846 war er einer der Gründer der belgischen liberalen Partei. Er schrieb für die Zeitung Le Débat Social und gehörte der demokratischen Association Démocratique an. Nach der Revolution von 1848 verließ er die politische Bühne, verfasste jedoch zwischen 1852 und 1854 Beiträge für die Berliner National-Zeitung. 1867 wurde er Professor an der Universität Lüttich, an der er bis zu seinem Tod lehrte.
International Beachtung fand sein in mehreren Auflagen erschienenes Werk Élements de droit romain zum Römischen Recht.

## Schriften
- Élements de droit romain. Bruxelles 1845–1866. (Online)